# گادزهیل، همپشر
گادزهیل (به انگلیسی: Godshill) یک روستا و محله مدنی در بریتانیا است که در New Forest District واقع شده‌است. گادزهیل ۴۵۸ نفر جمعیت دارد.